# Elektrosila (metrostation)
Elektrosila (Russisch: Электросила) is een station van de metro van Sint-Petersburg. Het station maakt deel uit van de Moskovsko-Petrogradskaja-lijn en werd geopend op 29 april 1961. Het metrostation bevindt zich onder de Moskovski prospekt (Moskoulaan), in het zuiden van Sint-Petersburg, en dankt zijn naam aan de nabijheid van de fabriek Elektrosila, waar elektrische apparaten worden geproduceerd.
Het station ligt 35 meter onder de oppervlakte en beschikt over een perronhal die door arcades van de sporen wordt gescheiden. Het bovengrondse toegangsgebouw bevindt zich aan de westzijde van de Moskovski prospekt, bij de kruising met de Oelitsa Resjetnikova. De inrichting van het station is opgedragen aan de elektrificatie van de Sovjet-Unie. Aan het einde van de korte perronhal is een mozaïek aangebracht dat een man voor de kaart van de Sovjet-Unie toont, geflankeerd door de woorden "Communisme is Sovjetmacht plus elektrificatie", een uitspraak van Vladimir Lenin. Boven de met grijs marmer beklede arcades is de verlichting van de hal aangebracht.